# Haljala
Haljala es una ciudad de Estonia de 1336 habitantes situada en la región de Lääne-Viru, al norte del país.
La ciudad se encuentra en la carretera de Rakvere a Võsu a unos 11 km de Rakvere.
Esta ciudad es la ciudad natal del ganador del Festival de la Canción de Eurovisión 2001, Tanel Padar y de su hermana Gerli Padar, representante de Estonia en Festival de la Canción de Eurovisión 2007.